# Монкхаус, Виктория
Виктория Монкхаус (англ. Victoria Monkhouse, 1883 — 1970) — британская художница и иллюстратор, известная своими изображениями женщин, работавших в британском тылу во время Первой мировой войны.
Монкхаус посещала Кембриджский университет и параллельно с учёбой создала серию карикатур на университетских преподавателей, которые были опубликованы в журнале Cambridge University Magazine в 1907 году. После создания Имперского военного музея (IWM) во время Первой мировой войны было принято решение зафиксировать вклад женщин в военные действия. Агнес Конвей, дочь почётного генерального директора IWM, была назначена председателем нового подкомитета музея по женскому труду. Конвей, по-видимому, знала об академических карикатурах Монкхаус со времён своей учёбы в Кембриджском университете. Через общего знакомого Конвей связалась с Монкхаус и в мае 1918 года поручила ей создать серию набросков и акварелей, изображающих женщин, трудящихся на рабочих местах, оставленных мужчинами, которые отправились служить в армии. Монкхаус создала серию картин, в которых показаны женщины, работающие кондукторами автобусов, водителями, мойщиками окон и в других ранее исключительно мужских ролях.
После войны Монкхаус выставлялась на нескольких групповых выставках в начале 1920-х годов, но, по всей видимости, не занималась профессиональной художественной карьерой за пределами этой области. IWM регулярно представляет работы Монкхаус на своих выставках и получает положительные отзывы.